# 黑面神
黑面神（学名：Breynia fruticosa）为大戟科黑面神属下的一个种。